# Rombisch dak

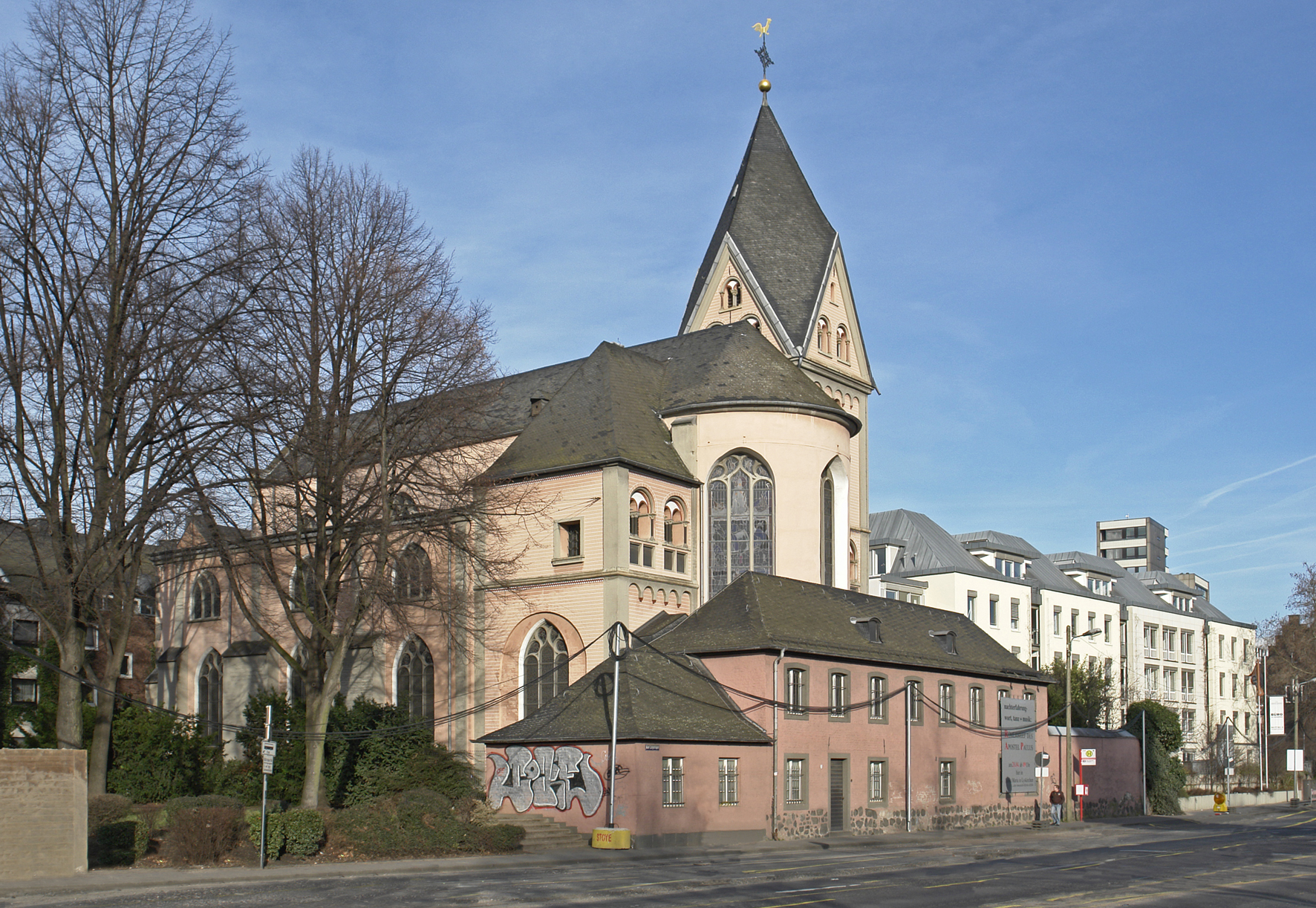
Toren met rombisch dak op de Sint-Maria in Lyskirchen in Keulen.

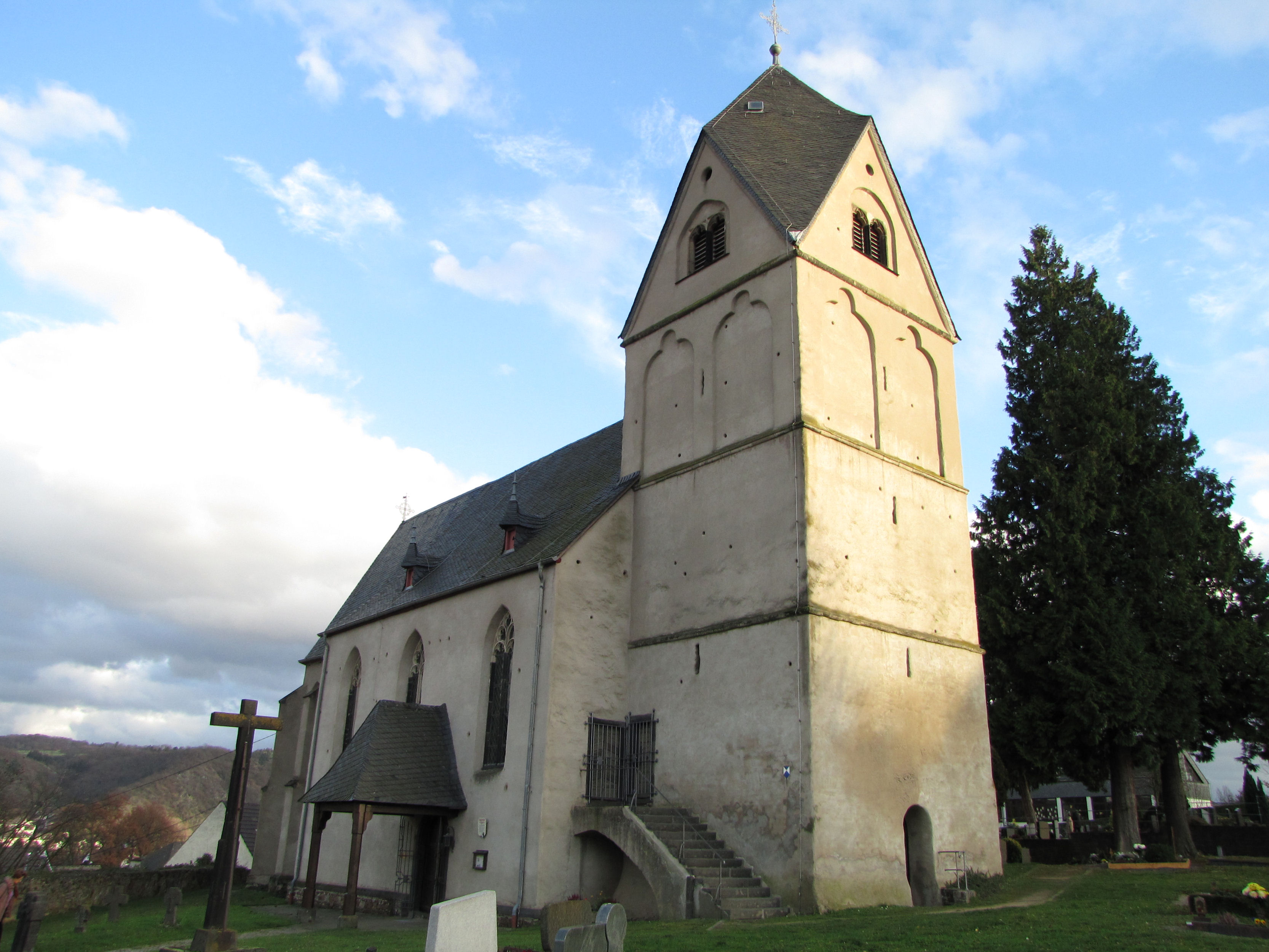
Toren met rombisch dak op de Sint-Dionysiuskerk in Rhens.

De Abdij Maria Laach met een middentoren (rechts) met rombisch dak.

Een rombisch dak (afgeleid van rhombos, het Griekse woord voor ruit) of ruitdak is een dakvorm waarbij tegen elkaar geplaatste hellende dakschilden die bij elkaar uitkomen in een punt, de vorm hebben van een ruit- of vliegervorm en de twee diagonalen van deze ruit in hetzelfde vlak liggen. Het zijn vier puntgevels die overgaan in een vierzijdige spits.
Vaak eindigen de kleinste hoeken van de ruiten in een hoekpunt van de toren. De muren van de toren worden als vier topgevels hoger opgetrokken. Bij een tentdak hebben de dakschilden van een spits de vorm van een driehoek waarbij de kortste uiteinden van de dakschilden een horizontaal vlak vormen. Bij een ruitdak komen de onderste punten van de ruit op de vier hoeken van de toren uit en de bovenste vormen het hoogste punt van de torenspits.
Deze vorm wordt vooral toegepast op torenspitsen van kerken.

## Verspreiding
Diverse torens met een dergelijke spits zijn er te vinden in het Duitse Rijnland. 
In Nederland is deze dakconstructie onder andere toegepast op de:
- Onze-Lieve-Vrouw Tenhemelopnemingskerk te Einighausen
- Sint-Petruskerk te Gulpen
- Basiliek van Onze-Lieve-Vrouw-Tenhemelopneming te Maastricht (twee torens met stenen spitsen)
- Onze-Lieve-Vrouw Onbevlekt Ontvangen te Venlo (steilere variant)
- Walfriduskerk te Bedum

In België is deze dakconstructie onder andere toegepast op de:
- Sint-Bartolomeüskerk te Luik
- Onze-Lieve-Vrouw-Boodschapskerk te Spalbeek

In Duitsland is deze dakconstructie onder andere toegepast op de:
- Dom van Limburg in Limburg an der Lahn
- Sint Kastorbasiliek in Koblenz
- Sint-Suïtbertuskerk in Wuppertal

achtkantige tussen vier topgevels · afgeknot · erker/arkeltorentjes · flankerende torentjes · gedraaid · gemetseld · ingesnoerd · klokvormig · kruisdak · naald · parabool · rombisch/ruit · ui